# Micke och Molle: Vänner när det gäller
Micke och Molle: Vänner när det gäller (engelska: The Fox and the Hound) är en amerikansk animerad film från 1981 av Walt Disney Productions, baserad på romanen Räven och hunden (1967) av Daniel P. Mannix. I Finland visades filmen med titeln Topi och Tessu. En uppföljare gjord för DVD-marknaden, Micke och Molle 2, släpptes 2006.

## Handling
En gammal dam hittar en övergiven rävunge, som hon tar hand om. Rävungen, som får namnet Micke blir bästa kompis med grannens, Amos Slade, hundvalp Molle. De leker, busar och umgås i största allmänhet. Plötsligt skiljs dock deras vägar åt då Molle åker bort med sin husse för att lära sig jaga. Ett år senare kommer han tillbaka till gården som fullvuxen jakthund. När Micke kommer fram för att leka med sin forne kamrat, avvisar Molle sin förbryllade rävkompis. Molle har lärt sig fånga alla slags djur, även rävar, vilket leder till svåra lojalitetsproblem.

## Rollista
| Figur          | Originalröst     | Svensk röst        |
| -------------- | ---------------- | ------------------ |
| Micke          | Mickey Rooney    | Tommy Körberg      |
| Molle          | Kurt Russell     | Johannes Brost     |
| Stormamma      | Pearl Bailey     | Birgit Carlstén    |
| Amos Slade     | Jack Albertson   | Jan Nygren         |
| Änkan Tweed    | Jeanette Nolan   | Karin Miller       |
| Tjifen         | Pat Buttram      | John Harryson      |
| Vixie          | Sandy Duncan     | Anna-Lotta Larsson |
| Dinky sparv    | Richard Bakalyan | Hans Lindgren      |
| Bom-Bom        | Paul Winchell    | Bert-Åke Varg      |
| Piggsvin       | John Fiedler     | Charlie Elvegård   |
| Grävling       | John McIntire    | Olof Thunberg      |
| Micke som barn | Keith Coogan     | Niklas Rygert      |
| Molle som barn | Corey Feldman    | Fredrik Kjellquist |

## Animatörer
| - Randy Cartwright - Ron Clements - Ollie Johnston - Glen Keane - Cliff Nordberg - Frank Thomas | - David Block - Chris Buck - Hendel Butoy - Michael Cedeno - Ed Gombert - Chuck Harvey | - Ron Husband - Dick N. Lucas - John Musker - Phil Nibbelink - Dale Oliver - Jerry Rees | - Daniela Bielecka - Joe Hale - Dan Hansen - Michael Peraza Jr. - Sylvia Roemer - Brian Sebern - Kathleen Swain - Guy Vasilovich - Glenn V. Vilppu |

## Övriga medverkande (i urval)
- Grafisk formgivning: Don Griffith
- Klippning: James Koford, James Melton
- Specialeffekter: Jack Boyd, Ted Kierscey, Don Paul
- Ljud: Herb Taylor
- Orkesterarrangemang: Walter Sheets
- Musikredigering: Evelyn Kennedy, Jack Wadsworth

## Sånger
| Originaltitel            | Svensk titel          |
| ------------------------ | --------------------- |
| Best of Friends          | Bästisar              |
| Lack of Education        | Brist på sunt förnuft |
| A Huntin' Man            | Jägarens trudelutt    |
| Appreciate the Lady      | Var snäll mot damerna |
| Goodbye May Seem Forever | Adjö är ej för alltid |

## Publikationshistoria
- 10 juli 1981 (Bio)
- 25 mars 1988 (Nysläpp på bio)
- 4 mars 1994 (VHS), "Walt Disney Classics"-samlingen.
- 2 maj 2000 (DVD), utgiven av Walt Disney Gold Classic Collection.
- 10 oktober 2006, Special Edition DVD